# Баян (баарин)
Не путать с меркитом Баяном (ум. 1340)
Баян (монг. Баян жанжин; кит. 伯顏; 1236 — 11 января 1295) — крупный монгольский военачальник, полководец великого хана и первого юаньского императора Хубилая. Также известен как Баян Чинсанг.

## Биография
Происходил из монгольского племени баарин. Его дед Алаг был наместником Хорезма в Монгольской империи. Отец погиб во время осады монголами горной крепости низаритов. Первоначально Баян воевал вместе с Хулагу в Персии, но затем был отозван царевичем Хубилаем.
В 1252—1253 годах Баян под командованием Хубилая участвовал в завоевании царства Дали (Наньчжао), вассала империи Сун. В этой кампании Баян командовал крупным отрядом монгольской конницы. В 1257—1259 годах Баян принимал участие в военных действиях монгольской армии под предводительством великого хана Мунке против империи Сун. Монголы нанесли ряд поражений сунским войскам, но не смогли взять город Чанша.
В 1259 году после смерти великого хана Мунке Баян поддержал Хубилая в его борьбе за престол с младшим братом Ариг-Бугой. В том же году монголы продолжили войну против Сунской империи. В сентябре 1259 года они форсировали реку Янцзы и нанесли поражение китайской речной флотилии. Речное сражение закончилось пленением большого количество китайских солдат. Затем монгольская армия осадила город Эчжоу, который защищал большой гарнизон под командованием Люй Вэндэ. Сунский император вынужден вступить в переговоры о заключении мира, с началом переговоров монголы сняли блокаду с Эчжоу. В том же году был заключен мирный договор. Сунский император Ли-цзун уступил монголам китайские земли к северу от реки Янцзы. Сунцы обязались платить ежегодную дань в размере 200 тысяч кусков шелка и 200 тысяч слитков серебра.

## Завоевание Южного Китая
Осенью 1268 году военные действия между Хубилаем и Империей Сун возобновились. Монгольская армия под командованием Аджу осадила крепости Фаньчэн и Санъян. С начала 1269 года монголы стали совершать набеги вглубь сунских владений, разбивая китайцев в полевых сражениях. Только в 1273 году после пятилетней осады города Фаньчэн и Санъян капитулировали.
В 1275 году Хубилай отстранил от командования Аджу и назначил новым главнокомандующим монгольской армией в Южном Китае Баяна. В октябре 1274 года Баян во главе монгольской армии двинулся из Сянъяна на восток и форсировал Янцзы в декабре 1274 — январе 1275 года. 13 января 1275 года Баян сосредоточил войска в Уцзишань на южном берегу Янцзы.
В январе 1275 года армия Баяна взяла сунские крепости Эчжоу и Ханьян. В январе-марте 1275 года монгольские отряды прошли вдоль Янцзы, заняв провинции Аньхой, Цзянсу, Цзянси и Чжэцзян. В начале марта сунский император Гун-цзун попросил мира при условии выплаты ежегодной дани, но получил отказ от Баяна.
19 марта 1275 года Баян наголову разгромил южносунскую армию в битве у селения Динцзячжоу. Южносунский главнокомандующий Цзя Сыдао имел 130-тысячную армию, но в битву повел только 70-тысячный авангард военачальника Сунь Хучэня и флотилию из 2500 боевых речных судов, которой командовал Ся Гуй. Военная флотилия Баяна с отрядами монгольских лучников на борту первой атаковала неприятельскую речную армаду. Цзя Сыдао не ожидал такого исхода баталии на водах Янцзы. Китайские моряки при первом же столкновении с монгольской флотилией сразу же обратились в бегство на берег и вниз по реке, увлекая за собой все остальное войско сунцев. Монгольские суда и конница преследовали бежавшего противника на протяжении 75 километров. Монголы захватили вооружение, две тысячи боевых судов, географические карты, печати чиновников всех рангов, воинские списки и много тысяч пленников, которые были превращены в рабов.
С осени 1275 года началось новое монгольское наступление, сопровождавшееся массовой капитуляцией китайских городов. Только крепости Янчжоу, Тайчжоу, Чанчжоу и Таньчжоу оказали сопротивление монгольским войскам. Все они пали к концу декабря, причем в Чанчжоу, куда стеклось множество народа из других городов и деревень, Баян приказал вырезать около миллиона человек. Баян, оставляя отдельные отряды для блокады крепостей, с главными силами двинулся на южносунскую столицу Линьань. 23 декабря 1275 года южносунский император Гун-цзун вновь безуспешно просил о мире. 21 февраля 1276 года Линьань, осажденная монголами, капитулировала. 6 марта пленный император Гун-цзун был депортирован ко двору Хубилая в Шанду. С этого момента Хубилай считал себя законным преемником империи Южная Сун.
Однако несколько сунских сановников провозгласили в Фучжоу новым императором Дуань-цзуна, брата пленного Гун-цзуна. Его сторонники продолжали сопротивление в Фучжоу и Цзянси. В 1277 году монгольская армия под командованием Баяна продолжила наступление на юг и захватила провинцию Фуцзянь. Город Гуанчжоу был осажден и взят. После упорного сопротивления сунское войско отступило дальше в провинцию Гуандун, но здесь монголы одержали новую победу над китайцами. В начале 1278 года император Дуань-цзун со своим двором бежал в город Ганчжоу, где скончался в мае того же года. Сунские вельможи в мае 1278 года провозгласили новым императором его малолетнего брата Хуай-цзуна.
В марте 1279 года в морской битве в Кантонском заливе, в окрестностях Гуанчжоу, сунский флот потерпел окончательное поражение от монголов и был полностью уничтожен. В этом последнем сражении сунский флотоводец Лу Сюфу вместе с малолетним императором на руках бросился в море, чтобы спасти свою и императорскую честь.

## Дальнейшая карьера
В 1278 году хан Хубилай отозвал Баяна из Южного Китая и направил его во главе большой армии в Монголию, где он принял участие в борьбе с мятежным царевичем Хайду и его сторонниками. Баян разгромил войска царевичей Ширеки, Токтэмура и Арамалы, сторонников Хайду, на реке Орхон и при Каракоруме.
В 1287 году Хубилай отправил Баяна во главе большой монгольской армии в Монголию, где он должен был охранять Каракорум от нападений со стороны Хайду. Формально во главе монгольских войск находился царевич Гаммала, внук Хубилая, но фактическим всеми военными операциями руководил опытный военачальник Баян. В январе 1288 года Гаммала, стоявший с частью сил Баяна в центральной Монголии, попытался помешать Хайду перейти через Хангай, но был окружен и разбит на реке Селенга. Царевич был едва спасен военачальником Тутугой. Летом 1289 года сам Хубилай во главе армии выступил в поход на Монголию, но Хайду не принял боя и отступил в свои владения. В 1293 году Хубилай, недовольный бездействием Баяна, отстранил его от командования в Монголии и назначил на его место своего внука Тэмура. Однако Баян, не дожидаясь Тэмура, выступил против Хайду, разбил его, после чего вернулся, сдал командование прибывшему Тэмуру и отбыл в Даду, где был осыпан необычайными милостями.
Летом 1294 году после смерти Хубилая, умершего в конце января, Баян поддержал на курултае кандидатуру царевича Тэмура, который и был избран новым императором династии Юань под именем Олджайту-хаган.

## В кино
- В историко-приключенческом фильме «Чёрная роза» (1950), поставленном по одноимённому роману писателя Томаса Костейна, его роль исполняет американский актёр Орсон Уэллс.
- В итальянско-китайском мини-сериале «Марко Поло» (1982—1983) его роль исполняет актёр Лао Линь (КНР).
- Выведен в далёком от исторической реальности образе «Стоглазого» в американском телесериале «Марко Поло» (2014—2016), где его играет британский актёр китайского происхождения Том Ву.